# Katika (Papua-Neuguinea)
Katika ist ein Dorf auf der Huon-Halbinsel in Papua-Neuguinea.